# Modesto Lara
Modesto Lara Arias (29 de octubre de 1973) es un deportista dominicano que compitió en judo. Ganó una medalla en los Juegos Panamericanos de 2003, y cuatro medallas en el Campeonato Panamericano de Judo entre los años 2002 y 2005.

## Palmarés internacional
| Juegos Panamericanos    | Juegos Panamericanos            | Juegos Panamericanos | Juegos Panamericanos |
| Año                     | Lugar                           | Medalla              | Categoría            |
| ----------------------- | ------------------------------- | -------------------- | -------------------- |
| 2003                    | Santo Domingo (Rep. Dominicana) | Medalla de plata     | –60 kg               |
| Campeonato Panamericano |                                 |                      |                      |
| Año                     | Lugar                           | Medalla              | Categoría            |
| 2002                    | Santo Domingo (Rep. Dominicana) | Medalla de plata     | –60 kg               |
| 2003                    | Salvador (Brasil)               | Medalla de oro       | –60 kg               |
| 2004                    | Isla de Margarita (Venezuela)   | Medalla de bronce    | –60 kg               |
| 2005                    | Caguas (Puerto Rico)            | Medalla de bronce    | –60 kg               |